# Hôtel Guischard de la Ménardière
L'hôtel Guischard de la Ménardière dit Maison romane est un hôtel particulier qui se dresse sur le territoire de l'ancienne commune française de Pontorson, dans le département de la Manche, en région Normandie.
L'hôtel est partiellement inscrit aux monuments historiques.

## Localisation
L'hôtel est situé dans le bourg de Pontorson, aux nos 34 et 36 de la rue Saint-Michel, dans le département français de la Manche.

## Historique
L'hôtel a été divisé en 1851 en deux maisons.

## Description

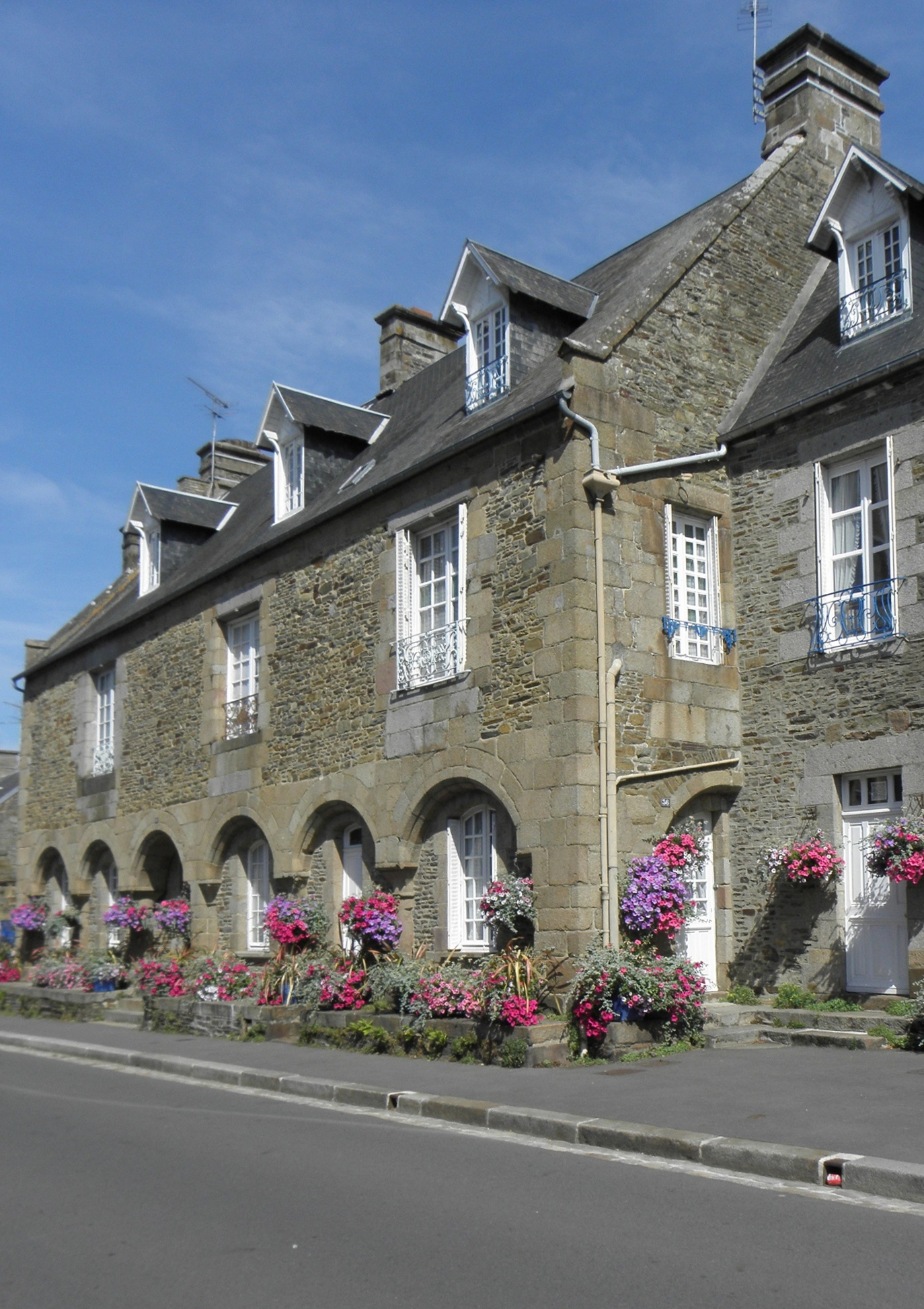
Vue sud-ouest de la façade.

L'hôtel est décoré en façades de six arcades.

## Protection aux monuments historiques
La façade sur rue et la toiture sont inscrites au titre des monuments historiques par arrêté du 17 septembre 1937.